# Music Complete
Albums de New Order
Lost Sirens
(2013)
Music Complete est le dixième album studio du groupe New Order. Annoncé en juin 2015, trois extraits de quelques dizaines secondes (respectivement des parties instrumentales de Singularity, Academic et Unlearn This Hatred) sont alors publiés sur Internet en l'espace de trois semaines. Ils précèdent le premier extrait de l'album, Restless est mis en ligne sur la page officielle Youtube du groupe le 28 juillet 2015. 
L'album est publié le 25 septembre 2015,.
En France, l'album atteint la 17e place des classements de ventes. 
C'est le premier album enregistré en l'absence du bassiste Peter Hook. Gillian Gilbert y est par contre de retour. 
L'album comprend des participations d'Iggy Pop, Brandon Flowers (The Killers) et Elly Jackson (La Roux). 
Le groupe donne un premier concert pour la BBC le 9 octobre, où sont notamment jouées pour la première fois en public Restless, Tutti Fruti et People on the High Line. Elly Jackson accompagne le groupe. Le concert est diffusé en direct sur BBC radio, et par ailleurs filmé.
La pochette de l'album est signée Peter Saville. 
Un 2ème extrait, Tutti Frutti paraît en simple le 19 octobre.
Le Music Complete Tour débute le 4 novembre au Casino de Paris et jusqu'au 20 décembre 2015, pour la première phase en Europe. 
Le 18 mars 2016, un 3ème extrait sort en simple : Singularity. Une seconde phase de la tournée commence à cette occasion en mars 2016 aux Etats-Unis, puis le Japon, l'Australie, et enfin dans différents Festivals d'été Européens, pour terminer à l'automne dans les pays d'Amérique du sud.

## Complete Music
Une version différente de l’album est sortie le 6 novembre 2015 en tirage limité : il s'agit d'un format de 8 disques vinyles comprenant des versions longues des titres  figurant sur l'album.
Celle-ci est ressortie le 13 mai 2016 sous le titre Complete Music, aux formats habituels (double CD incluant code pour l'album original, téléchargement), avec une pochette légèrement différente de l'album original.

## Liste de morceaux
| No  | Titre                                       | Durée |
| --- | ------------------------------------------- | ----- |
| 1.  | Restless                                    |       |
| 2.  | Singularity                                 |       |
| 3.  | Plastic (avec Elly Jackson)                 |       |
| 4.  | Tutti Frutti (avec Elly Jackson)            |       |
| 5.  | People on the High Line (avec Elly Jackson) |       |
| 6.  | Stray Dog (avec Iggy Pop)                   |       |
| 7.  | Academic                                    |       |
| 8.  | Nothing but a Fool                          |       |
| 9.  | Unlearn This Hatred                         |       |
| 10. | The Game                                    |       |
| 11. | Superheated (avec Brandon Flowers)          |       |